# 田中明生
田中 明生（たなか あきお、1961年11月26日 - ）は、日本の俳優、声優。神奈川県出身。文学座所属。

## 出演作品

### テレビドラマ
- 温泉仲居物語
- 家栽の人
- ザ・ボディガード
- 碧の十字架
- ある日、アヒルバス 第1話、最終話（2015年7月5日、8月23日、NHK BSプレミアム）

### 映画
- 8.1（朝比奈俊夫）

### 劇場版アニメ
- 崖の上のポニョ

### 吹き替え
- アイ,ロボット（サニー）
- アポストル 復讐の掟
- グッド・ワイフ（ウィル・ガードナー（ジョシュ・チャールズ））
- グリンチ ※NHK版
- 夏至（キエン）
- サブリナ（レナード）
- シルミド
- デイジー（ジョンウ）
- ナルニア国物語/第3章: アスラン王と魔法の島（ラインス[3]）
- ハウエルズ家のちょっとおかしなお葬式（サイモン）
- 名探偵モンク

### CM
- 花王『ハミング』
- 三井不動産「三井のリハウス」
- イオン「TOPVALU」

### 舞台
1987年
- 初舞台『冬物語』(ワコールアートセンター)スパイラルホール

1988年
- 『逢魔が恋暦』(松竹)新橋演舞場

1989年
- 『天使たちは廃墟に翔く』(地人会)紀伊國屋ホール
- 『夢・桃中軒牛右衛門の』(地人会・新劇団協議会)俳優座劇場

1990年
- 『めいっぱい夢いっぱい』(地人会)本多劇場
- 『女の一生』(文学座本公演)サンシャイン劇場

1991年
- 『山ほととぎすほしいまま』(松竹)サンシャイン劇場

1992年
- 『プリマスの黄金』(劇工房ライミング)ベニサンピット
- 『唐人お吉ものがたり』(本公演)三越劇場

1994年
- 『シンガー』(文学座アトリエ公演)

1996年
- 『髪をかきあげる』(アトリエ)

1997年
- 『人生と呼べる人生』(本公演)東京芸術劇場

1998年
- 『華岡青洲の妻』(本公演)紀伊國屋サザンシアター

1999年
- 『北の阿修羅は生きているか』(本公演)紀伊國屋サザンシアター

2000年
- 『峠の雲』(本公演)三越劇場
- 『エレファントマン』(アトリエ)

2001年
- 『ペンテコスト』(アトリエ)

2004年
- 『風の中の蝶たち』(本公演)紀伊國屋サザンシアター
- 『ヘッダ・ガブラー』(名取事務所)シアターΧ

2009年
- 『グレンギャリー・グレン ロス』(本公演)紀伊國屋サザンシアター

### その他
- 地球ドラマチック「ルーブル美術館の舞台裏」（ボイスオーバー）
- クローズアップ現代 #4870「果てしなき問いの先へ　映画監督クリストファー・ノーランの世界」（クリストファー・ノーラン）